# (2170) Byelorussia
(2170) Byelorussia (1971 SZ) – planetoida z grupy pasa głównego asteroid okrążająca Słońce w ciągu 3,73 lat w średniej odległości 2,4 au. Odkryta 16 września 1971 roku.